# Eugen Sänger
Eugen Sänger (22. září 1905 Přísečnice – 10. února 1964 Berlín) je řazen mezi nejvýznamnější letecké a raketové konstruktéry 20. století.

## Život
Eugen Sänger se narodil dne 22. září 1905 v Přísečnici v okrese Chomutov. Podobně jako většina nadaných studentů z německých oblastí severozápadních Čech odešel později na studia do Vídně. Po studiích na univerzitách ve Štýrském Hradci a ve Vídni promoval roku 1929 disertační prací o letecké technice. Už během studia se začal zabývat výzkumem raketových pohonných látek, aplikací dynamických a kinetických metod na raketovou leteckou techniku, a také na vývoj dálkových raketových letounů. Výsledky svých výzkumů předložil roku 1933 ve své práci Raketenflugtechnik (Raketová letecká technika), která se na mnoho let stala stěžejní publikací v tomto oboru.
Své teorie dále rozvíjel a potvrdil zkušebními pokusy na Technické univerzitě ve Vídni, kde působil až do roku 1935. V roce 1936 přesídlil na Německý institut pro letecký výzkum v Berlíně-Adlershofu, později na další instituty v Brunšviku-Völkenrode, Traunu a Ainringu, které sloužily svou vědeckou činností především německé Luftwaffe. V Traunu vybudoval samostatný Výzkumný institut raketové techniky, v němž pracovala rovněž jeho budoucí žena Irene Bredt. K dispozici zde měl celkem čtyřicet pět vědeckých pracovníků a další personál. V letech 1942 až 1945 pak působil ve službách nacistického režimu jako vedoucí pracovník ve zbrojním výzkumu v Ainringu. Zde vedl vývoj nadzvukových letounů a dále rozvíjel koncepci potenciálních kosmických letů a dálkových raketových bombardérů pro zbrojní programy nacistického Německa. Cílem výzkumu bylo zejména zkonstruování letounu, jenž by byl schopen doletět s bombovou zátěží až k pobřeží USA. Jeho žena Irene, vynikající matematička, mu tehdy byla nejbližší spolupracovnicí.
Dne 16. dubna 1945 byl jeho výzkumný ústav v Trauenu obsazen britskou armádou. Po válce se Sängera snažil získat pro svůj zbrojní program Sovětský svaz, ovšem neúspěšně. V letech 1946 až 1954 byl Sänger činný ve Francii jako výzkumný inženýr ve službách francouzského ministerstva obrany, roku 1954 převzal vedení nově zakládaného Výzkumného institutu pro jadernou fyziku ve Stuttgartu. Za své zásluhy o raketový výzkum byl oceněn řadou poct – například roku 1951 byl na zakládajícím kongresu Mezinárodní astronautické federace zvolen prvním prezidentem, roku 1956 se stal předsedou Německé společnosti pro raketovou techniku a cesty do vesmíru ve Stuttgartu. V roce 1957 byl jmenován čestným profesorem na Technické vysoké škole ve Stuttgartu, byl také jedním z hlavních iniciátorů evropského kosmického programu. Vedle praktického výzkumu na poli raketové techniky se Sänger mimo jiné zabýval i teoretickými základy mechaniky kosmických letů a rovněž filozofickými úvahami o smyslu a cíli cest do vesmíru. Roku 1963 byl povolán jako řádný profesor na Technickou univerzitu do Západního Berlína na nově založenou katedru kosmické techniky, kde působil až do své smrti. V roce 1961 mu byla udělena Cena Hermana Obertha za rozvoj kosmonautiky. Sänger tehdy pronesl slavností řeč nazvanou Co stojí kosmonautika?, která obletěla celý svět. Za svou vědeckou práci obdržel celkem 48 různých poct a vyznamenání z mnoha zemí světa. Krátce před svou smrtí dokončil návrh projektu raketoplánu pro firmu Junkers. Tento návrh se také stal základem pro pozdější americký projekt Space Shuttle. Jeho kniha Kosmonautika dnes, zítra, pozítří (1963), stále ceněná, ukazuje na možnosti dálkových vesmírných letů. Eugen Sänger zemřel v Berlíně 10. února 1964.
Jeho jméno nese kráter Saenger na Měsíci.